# David Pelletier
David Jacques Pelletier (Sayabec, Quebec, 22 de novembro de 1974) é um ex-patinador artístico canadense. Ele e sua parceira (e esposa) Jamie Salé conquistaram a medalha de ouro nos Jogos Olímpicos de Inverno de 2002, sendo parte integrante de um escândalo envolvendo a arbitragem.

## Principais resultados

### Com Jamie Salé
| Resultados                                                             | Resultados        | Resultados       | Resultados       | Resultados      | Resultados    | Resultados    | Resultados    | Resultados    | Resultados    | Resultados    | Resultados    | Resultados    |
| Internacional                                                          | Internacional     | Internacional    | Internacional    | Internacional   | Internacional | Internacional | Internacional | Internacional | Internacional | Internacional | Internacional | Internacional |
| Evento/Temporada                                                       | 1998– 1999        | 1999– 2000       | 2000– 2001       | 2001– 2002      |               |               |               |               |               |               |               |               |
| ---------------------------------------------------------------------- | ----------------- | ---------------- | ---------------- | --------------- | ------------- | ------------- | ------------- | ------------- | ------------- | ------------- | ------------- | ------------- |
| Jogos Olímpicos                                                        |                   |                  |                  | Medalha de ouro |               |               |               |               |               |               |               |               |
| Campeonato Mundial                                                     |                   | 4.º              | Medalha de ouro  |                 |               |               |               |               |               |               |               |               |
| Campeonato dos Quatro Continentes                                      |                   | Medalha de ouro  | Medalha de ouro  |                 |               |               |               |               |               |               |               |               |
| GP Grand Prix Final                                                    |                   | 5.º              | Medalha de ouro  | Medalha de ouro |               |               |               |               |               |               |               |               |
| GP Nations Cup                                                         |                   | Medalha de prata |                  |                 |               |               |               |               |               |               |               |               |
| GP NHK Trophy                                                          | Medalha de bronze |                  |                  |                 |               |               |               |               |               |               |               |               |
| GP Skate America                                                       |                   | Medalha de ouro  | Medalha de ouro  | Medalha de ouro |               |               |               |               |               |               |               |               |
| GP Skate Canada International                                          | Medalha de bronze |                  | Medalha de ouro  | Medalha de ouro |               |               |               |               |               |               |               |               |
| GP Trophée Lalique                                                     |                   |                  | Medalha de prata |                 |               |               |               |               |               |               |               |               |
| Nacional                                                               |                   |                  |                  |                 |               |               |               |               |               |               |               |               |
| Campeonato Canadense                                                   | Medalha de prata  | Medalha de ouro  | Medalha de ouro  | Medalha de ouro |               |               |               |               |               |               |               |               |
|                                                                        |                   |                  |                  |                 |               |               |               |               |               |               |               |               |
| Legenda: GP = Grand Prix; Competição não foi disputada nesta temporada |                   |                  |                  |                 |               |               |               |               |               |               |               |               |

### Com Caroline Roy
| Campeonato Canadense | 5.º |

### Com Allison Gaylor
| Resultados                     | Resultados    | Resultados       | Resultados    | Resultados    | Resultados    | Resultados    | Resultados    | Resultados    | Resultados    | Resultados    | Resultados    | Resultados    |
| Internacional                  | Internacional | Internacional    | Internacional | Internacional | Internacional | Internacional | Internacional | Internacional | Internacional | Internacional | Internacional | Internacional |
| Evento/Temporada               | 1993– 1994    | 1994– 1995       | 1995– 1996    | 1996– 1997    |               |               |               |               |               |               |               |               |
| ------------------------------ | ------------- | ---------------- | ------------- | ------------- | ------------- | ------------- | ------------- | ------------- | ------------- | ------------- | ------------- | ------------- |
| Campeonato Mundial             |               | 15.º             |               |               |               |               |               |               |               |               |               |               |
| CS Nations Cup                 |               |                  | 12.º          |               |               |               |               |               |               |               |               |               |
| Nacional                       |               |                  |               |               |               |               |               |               |               |               |               |               |
| Campeonato Canadense           | 8.º           | Medalha de prata | 5.º           | 6.º           |               |               |               |               |               |               |               |               |
|                                |               |                  |               |               |               |               |               |               |               |               |               |               |
| Legenda: CS = Champions Series |               |                  |               |               |               |               |               |               |               |               |               |               |

### Com Julie Laporte
| Campeonato Mundial Júnior | 5.º | 7.º |